# MK Makkabi Netánjá
A Makkabi Netánjá, vagy nemzetközi nevén Maccabi Netanya (héber betűkkel מועדון כדורגל מכבי נתניה Móádón Kadúregel Makkabi Netánjá, izraeli angol átírásban Moadon Kaduregel Makkabi Netanya) egy izraeli labdarúgócsapat, székhelye Netánjában található.
A Makkabi Netánjá eddig 5 alkalommal nyerte meg az izraeli bajnokságot, 1978-ban elhódította az izraeli kupát, valamint 3 alkalommal diadalmaskodott az izraeli szuperkupa döntőjében,.

## Sikerei

### Nemzeti
- Izraeli bajnok:

5 alkalommal (1971, 1974, 1978, 1980, 1983)
- Izraelikupa-győztes: (más néven: Izrael Állam labdarúgókupája)

1 alkalommal (1978)
- Izraeli szuperkupa-győztes:

3 alkalommal (1978, 1980, 1983)
- Toto-kupa-győztes: (Izraeli ligakupa)

3 alkalommal (1983, 1984, 2005)

### Nemzetközi
- Intertotó-kupa-csoportgyőztes:[1]

3 alkalommal: (1978, 1980, 1983)

## Eredményei

### Európaikupa-szereplés

#### Összesítve
| Kupa           | J | Gy | D | V | Rg | Kg |
| -------------- | - | -- | - | - | -- | -- |
| UEFA-kupa      | 4 | 0  | 2 | 2 | 1  | 4  |
| Intertotó-kupa | 2 | 1  | 0 | 1 | 3  | 3  |
| Összesítve     | 6 | 1  | 2 | 3 | 4  | 7  |

#### Szezonális bontásban
| Idény     | Kupa           | Forduló         | Klub             | 1. mérk. | 2. mérk. | Összesítésben |
| --------- | -------------- | --------------- | ---------------- | -------- | -------- | ------------- |
| 2003      | Intertotó-kupa | 1. forduló      | Partizani Tirana | 0–2      | 3–1*     | 3–3           |
| 2007–2008 | UEFA-kupa      | 2. selejtezőkör | UD Leiria        | 0–0      | 0–1*     | 0–1           |
| 2008–2009 | UEFA-kupa      | 2. selejtezőkör | Cserno More      | 1–1*     | 0–2      | 1–3           |

Megj.:
- *: hazai pályán
- Össz.: Összesítésben

## Külső hivatkozások
- A Makkabi Netánjá hivatalos honlapja (héberül), (angolul)
- A Makkabi Netánjá adatlapja az uefa.com-on (angolul)